# Millonarios Fútbol Club
Il Millonarios Fútbol Club, precedentemente denominato Club Deportivo Los Millonarios e noto come Millionarios, è una società calcistica colombiana con sede nella città di Bogotà. Milita nella Categoría Primera A, la massima divisione del campionato colombiano.
Fondato nel 1946, ha vinto 16 titoli nazionali, tre Coppe della Colombia e una Súper Liga in ambito nazionale e una Coppa Merconorte e una Coppa Simón Bolívar a livello internazionale. Insieme con Santa Fe e Atlético Nacional è una delle tre squadre che hanno disputato tutte le edizioni del massimo campionato colombiano.
Disputa le partite interne allo stadio Nemesio Camacho, noto come el Campín, impianto da 36 343 posti a sedere.

## Storia
Fondato nel 1937 da studenti di due scuole di Bogotà, il "Colegio San Bartolomé" e l'"Instituto La Salle", il club fu costituito ufficialmente il 18 giugno 1946 grazie all'apporto di Alfonso Senior Quevedo, il primo presidente del sodalizio.
Nel periodo ricordato come El Dorado, l'epoca d'oro del calcio colombiano (1949-1954), la squadra riuscì ad ingaggiare gli assi argentini Alfredo Di Stéfano e Néstor Rossi.
Nel 1982 il controllo occulto della squadra venne preso dal narcotrafficante José Gonzalo Rodríguez Gacha, noto come "Gacha il Messicano", appartenente al Cartello di Medellín, fino alla sua morte in un conflitto a fuoco con l'esercito colombiano nel 1989.

## Colori e simboli
I giocatori e i tifosi sono soprannominati Millos. I colori sociali sono il bianco e il blu.

## Strutture

### Stadio
La squadra disputa le sue partite casalinghe nello stadio Nemesio Camacho comunemente chiamato El Campìn, situato nella città di Bogotà.

## Giocatori
Campioni del Mondo:
- Marcelo Trobbiani (1986)

Il calciatore più famoso che abbia indossato la maglia dei Millionarios è Alfredo Di Stéfano.

## Rosa 2021
| N. |                       | Ruolo | Calciatore                |
| -- | --------------------- | ----- | ------------------------- |
| 1  | Colombia (bandiera)   | P     | Iván Arboleda             |
| 2  | Colombia (bandiera)   | D     | Andrés Murillo            |
| 3  | Colombia (bandiera)   | D     | Ricardo Rosales           |
| 4  | Colombia (bandiera)   | D     | Breiner Paz               |
| 5  | Costa Rica (bandiera) | D     | Juan Pablo Vargas         |
| 6  | Colombia (bandiera)   | D     | Felipe Román              |
| 7  | Colombia (bandiera)   | A     | Ricardo Márquez           |
| 9  | Colombia (bandiera)   | A     | Radamel Falcao            |
| 10 | Colombia (bandiera)   | C     | Harrison Mojica           |
| 11 | Colombia (bandiera)   | C     | Emerson Rivaldo Rodríguez |
| 12 | Colombia (bandiera)   | P     | Juan Moreno               |
| 14 | Colombia (bandiera)   | C     | David Macalister Silva    |
| 15 | Colombia (bandiera)   | A     | Edgar Guerra              |
| 16 | Colombia (bandiera)   | A     | Jader Valencia            |

| N. |                     | Ruolo | Calciatore           |
| -- | ------------------- | ----- | -------------------- |
| 17 | Colombia (bandiera) | C     | Daniel Ruiz Rivera   |
| 18 | Colombia (bandiera) | A     | Diego Abadía         |
| 19 | Colombia (bandiera) | C     | Juan Camilo García   |
| 20 | Colombia (bandiera) | C     | Fernando Uribe       |
| 21 | Colombia (bandiera) | C     | Juan Carlos Pereira  |
| 23 | Colombia (bandiera) | D     | Felipe Banguero      |
| 25 | Colombia (bandiera) | A     | Elvis Perlaza        |
| 26 | Colombia (bandiera) | D     | Andrés Llinás        |
| 27 | Colombia (bandiera) | P     | Camilo Andrés Romero |
| 28 | Colombia (bandiera) | C     | Stiven Vega          |
| 29 | Colombia (bandiera) | A     | Yuber Quiñones       |
| 31 | Colombia (bandiera) | D     | Omar Bertel          |
| 32 | Colombia (bandiera) | C     | Klíver Moreno        |
| 33 | Colombia (bandiera) | A     | Jorge Rengifo        |

## Palmarès

### Competizioni nazionali
- Campionato colombiano: 16

1949, 1951, 1952, 1953, 1959, 1961, 1962, 1963, 1964, 1972, 1978, 1987, 1988, 2012-II, 2017-II, 2023-I
- Copa Colombia: 3

1953, 2011, 2022
- Súper Liga: 2

2018, 2024

### Competizioni internazionali
- Pequeña Copa del Mundo: 1

1953
- Copa Simón Bolívar: 1

1972
- Coppa Merconorte: 1

2001

### Altri piazzamenti
- Campionato colombiano:

Secondo posto: 1950, 1956, 1958, 1967, Finalización 1972, Finalización 1973, 1976, Apertura 1981, 1984, 1994, 1996, Apertura 2021
Terzo posto: 1965, Apertura 1968, Apertura 1974, Finalización 1974, Finalización 1977, Finalización 1982, 1985, 1986
- Copa Colombia:

Finalista: 2013, 2023
Semifinalista: 2010, 2018
- Súper Liga:

Finalista: 2013
- Coppa Libertadores:

Semifinalista: 1960, 1973, 1974
- Coppa Sudamericana:

Semifinalista: 2007, 2012
- Coppa Merconorte:

Finalista: 2000
Semifinalista: 1998

## Record di squadra
Vittoria più larga in campo nazionale:

04/07/1963 - Millonarios vs Deportes Tolima 8 – 3
(Mil: G.Benítez (2), J.Romeiro (2), R.Pizarro (2), O.Jamardo, C.Campillo - Tol: A.Solano)

Vittoria più larga in campo internazionale:

Copa Libertadores 08/05/1960 - Universidad de Chile (Chi) vs Millonarios 0 – 6
(M.Klinger (2), R.Pizarro (2), R.Micheli, O.Larraz)
Peggiore sconfitta in campo nazionale:

24/07/1966 - Atlético Nacional vs Millonarios 7 – 0

Peggiore sconfitta in campo internazionale

Copa Libertadores 07/06/1964 - Independiente (Arg) vs Millonarios 5 – 1

Migliore serie positiva:

29 gare senza sconfitte nella stagione 1999

## Record personali
Maggior numero di presenze:

Bonner Mosquera (1992 – 2000 / 2002 – 2006): 524 gare
Miglior Marcatore:

Alfredo Castillo (1948 – 1957): 133 reti (nel Campionato Colombiano)